# Dobronín
Dobronín település Csehországban, a Jihlavai járásban. Dobronín Ždírec, Štoky, Polná, Kamenná és Střítež településekkel határos. Lakosainak száma 1906 fő (2024. január 1.).

## Népesség
A település lakosságának változását az alábbi diagram mutatja:
| Lakosok száma | 708  | 1193 | 1376 | 1257 | 1608 | 1905 | 1898 | 1869 | 1895 | 1906 |
|               | 1869 | 1890 | 1921 | 1950 | 1980 | 2001 | 2017 | 2019 | 2022 | 2024 |